# Памятники истории и культуры Риддера
Памятники истории и культуры местного значения города Риддера — отдельные постройки, здания и сооружения, некрополи, произведения монументального искусства, памятники археологии, расположенные в Риддере и включённые в Государственный список памятников истории и культуры местного значения Восточно-Казахстанской области.
В Государственном списке памятников истории и культуры местного значения в редакции постановления акимата Восточно-Казахстанской области на 30 января 2020 года в городе Риддере числились 3 наименования, все три — памятники градостроительства и архитектуры.

## Список памятников
| Номер в списке | Название                                                          | Изображение | Годы постройки, авторы | Местоположение                                       |
| -------------- | ----------------------------------------------------------------- | ----------- | ---------------------- | ---------------------------------------------------- |
| 406            | Здание эвакуационного госпиталя                                   |             | 1938 год               | улица Ленина, 3а                                     |
| 407            | Могила воинов, погибших от ран в годы Великой Отечественной войны |             | 1945 год               | 11 км к северо-западу города, район Гавань           |
| 408            | Мемориал «Обелиск Славы»                                          |             | 1975—1985 годы         | проспект Гагарина, пересечение с улицей К. Семёновой |